# ارکستر فیلارمونیک کردستان
ارکستر فیلارمونیک کردستان (به انگلیسی:Kurdistan Philharmonic Orchestra) یک ارکستر فعال درزمینهٔ موسیقی کلاسیک در ایران است که در سال ۱۳۸۴ توسط جمعی از موسیقی دانان در شهر سنندج در استان کردستان تأسیس شد .

## معرفی
اندیشه تأسیس ارکستر فیلارمونیک کردستان در سال ۱۳۸۴ توسط جمعی از موسیقی‌دانان در شهر سنندج به واقعیت پیوست. ارکستر فیلارمونیک کردستان از جمله مجموعه‌های فعال حوزه موسیقی استان کردستان است که طی چند سال گذشته برنامه‌های متعددی را در سنندج و ایام برگزاری جشنواره موسیقی فجر برگزار کرده‌است. این گروه در ماه‌های اخیر علاوه بر اجرای چند برنامه زنده و خیریه، کارگاه‌ها و ورک شاپ‌های تخصصی را با حضور تعدادی از هنرمندان ایرانی و خارجی برگزار کرده‌است

## اعضا
هم‌اکنون رهبری ارکستر بر عهده آقای مهدی احمدی که از بنیان‌گذاران ارکستر بوده می‌باشد. مایستر ارکستر ارسلان کامکار و بیش از ۵۰ نفر نوازنده سازهای موسیقی کلاسیک از اعضای این ارکستر می‌باشند.

## هیئت امنا
ارکستر فیلارمونیک کردستان در سال ۱۳۹۳ دارای هیئت امنا شد که اعضای فعلی به ترتیب ذیل است
- بهمن مرادنیا رئیس هیئت امنا و استاندار استان کردستان
- هوشنگ کامکار
- نادر مشایخی
- حمیدرضا اردلان
- محمدرضا درویشی
- امین مرادی (رئیس حوزه هنری استان کردستان)
- مهدی احمدی (رهبر ارکستر)

### اعضای سابق
- لوریس چکناوریان[۸]
- محمدرضا تفضلی

## ثبت ملی
در تاریخ ۱ بهمن ۱۳۹۵ مهدی فرشادان نماینده حوزه انتخابیه سنندج در مجلس شورای اسلامی از قول مساعد وزیرارشاد جهت ثبت ملی این ارکستر خبرداد.